# Schaumkressen
Die Schaumkressen (Arabidopsis) bilden eine Pflanzengattung in der Familie der Kreuzblütengewächse (Brassicaceae). Ein in der genetischen Forschung als Modellorganismus wichtige Art ist die Ackerschmalwand  (Arabidopsis thaliana).

## Beschreibung

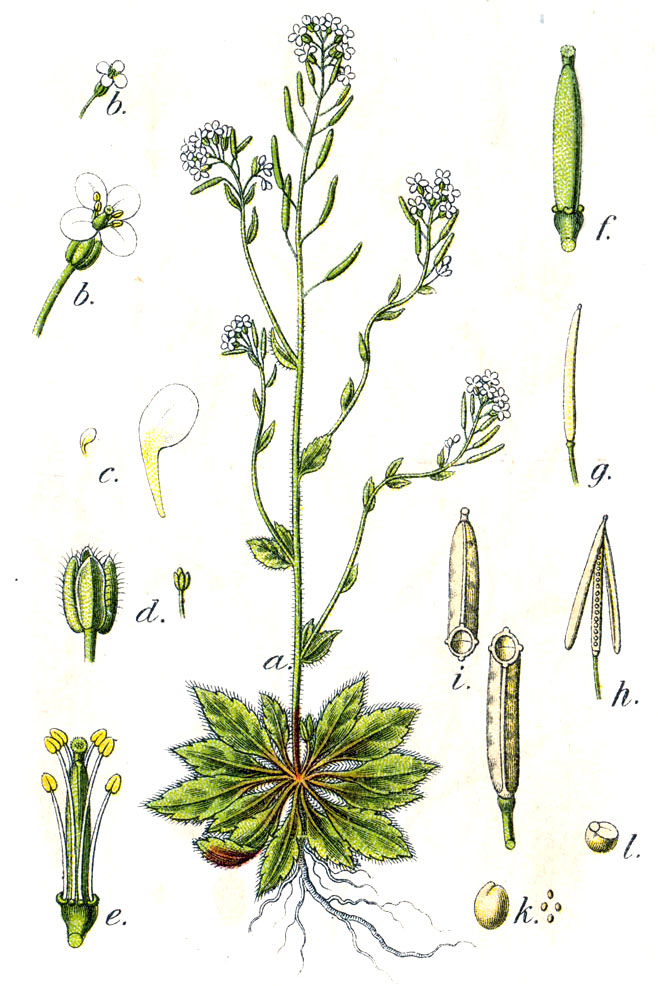
Illustration der Ackerschmalwand (Arabidopsis thaliana) aus Sturm

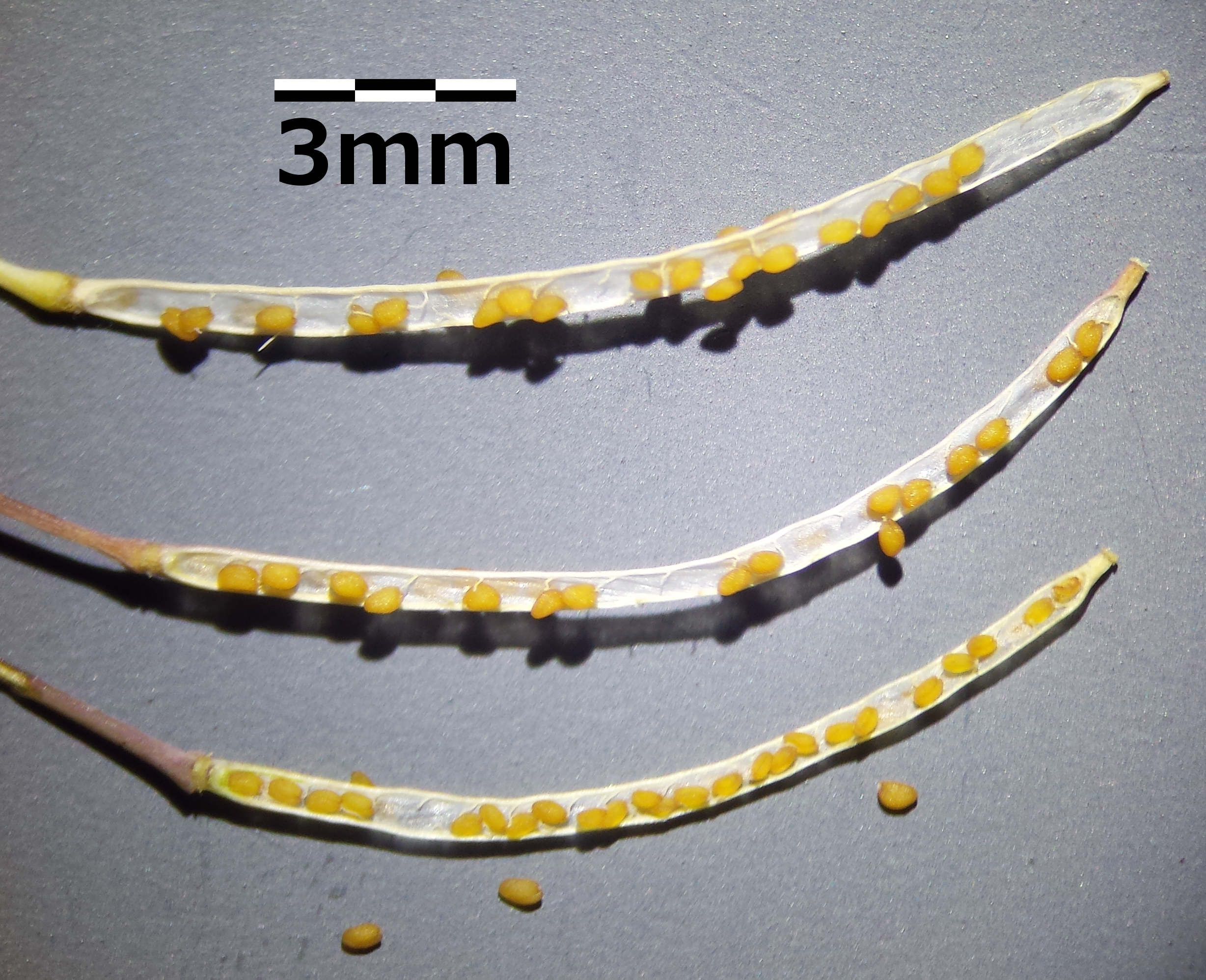
Offene Früchte mit Samen der Ackerschmalwand (Arabidopsis thaliana)

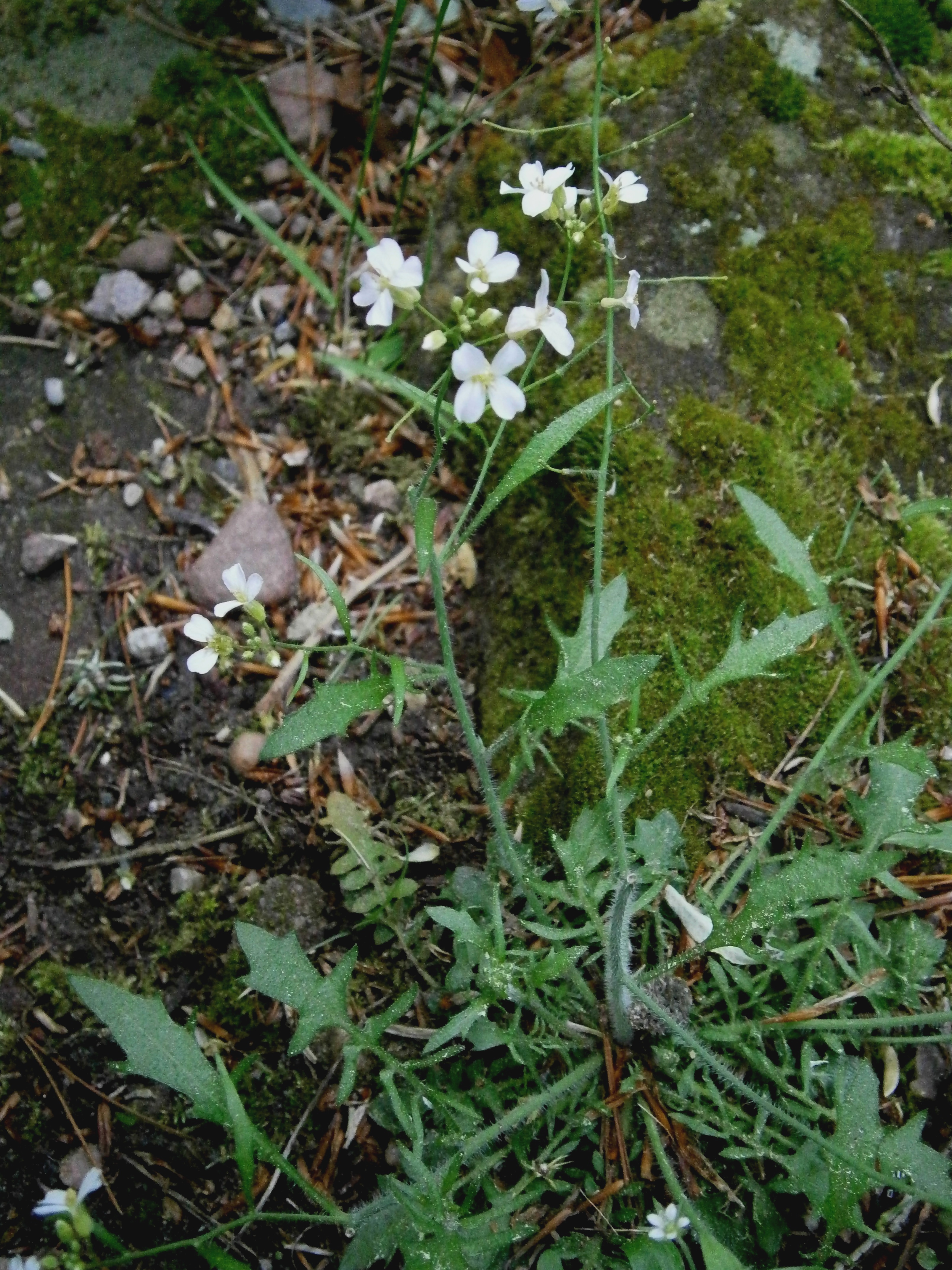
Sand-Schaumkresse (Arabidopsis arenosa)

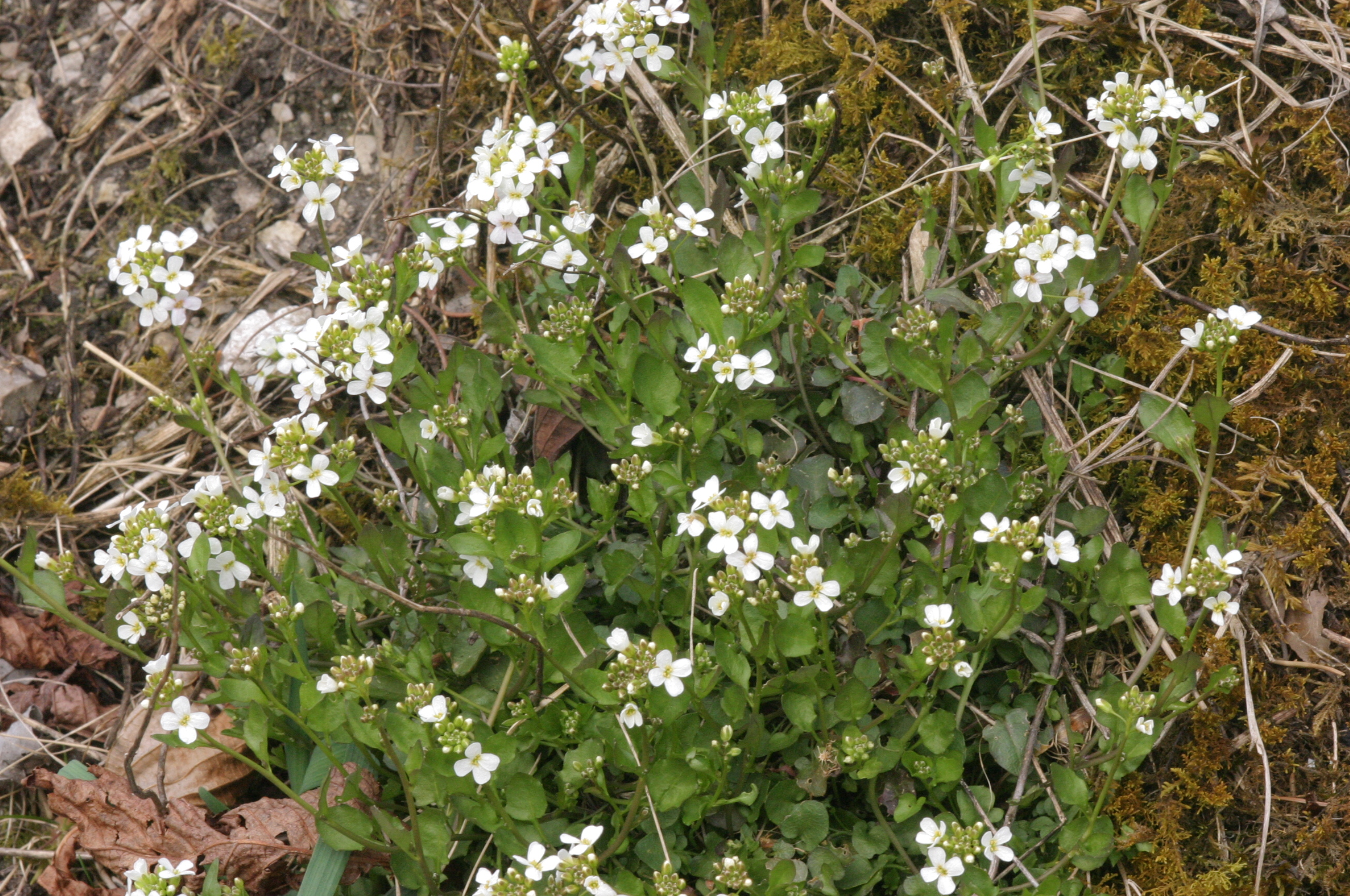
Hallersche Schaumkresse (Arabidopsis halleri)

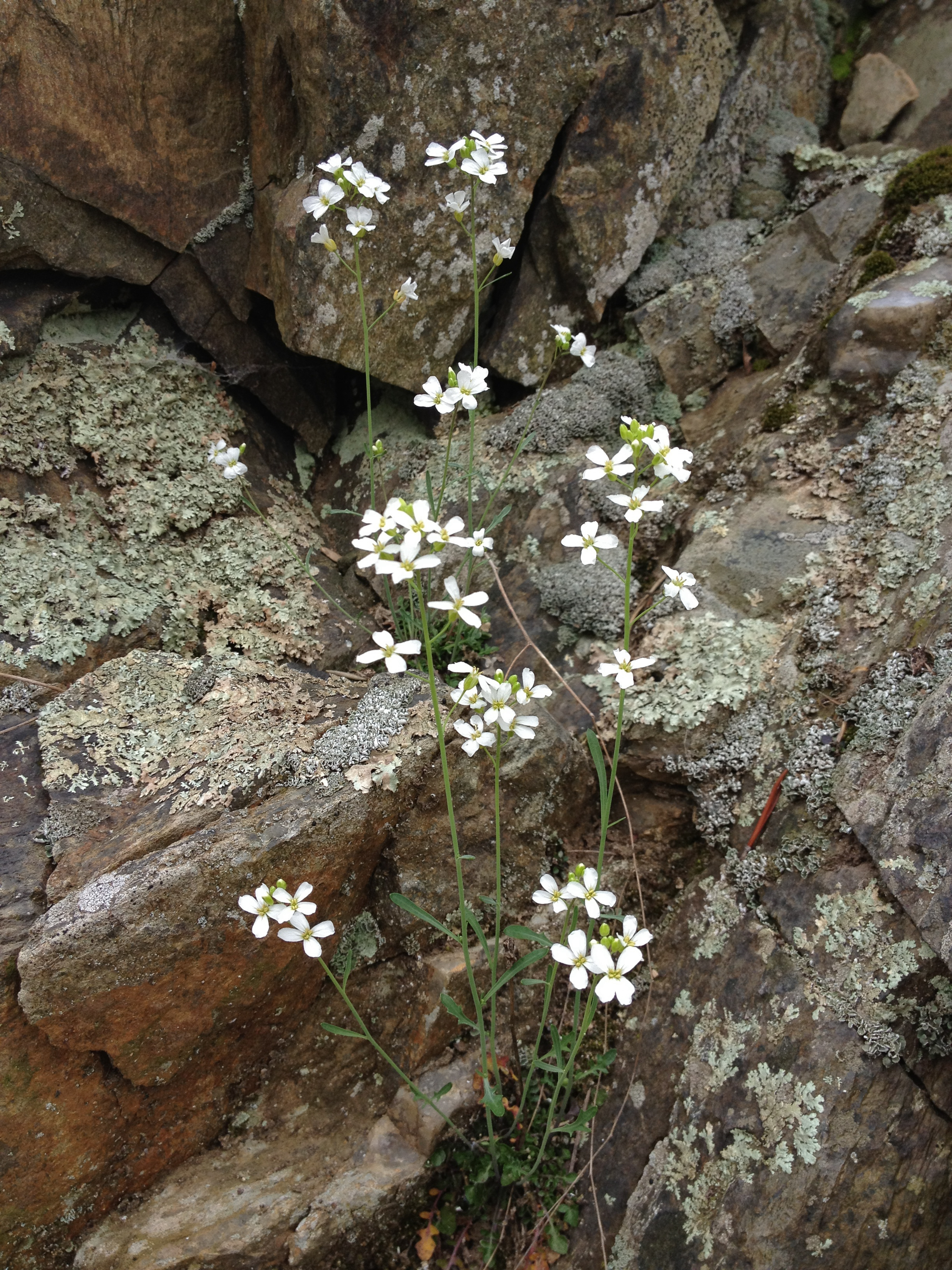
Arabidopsis lyrata in Maryland, USA

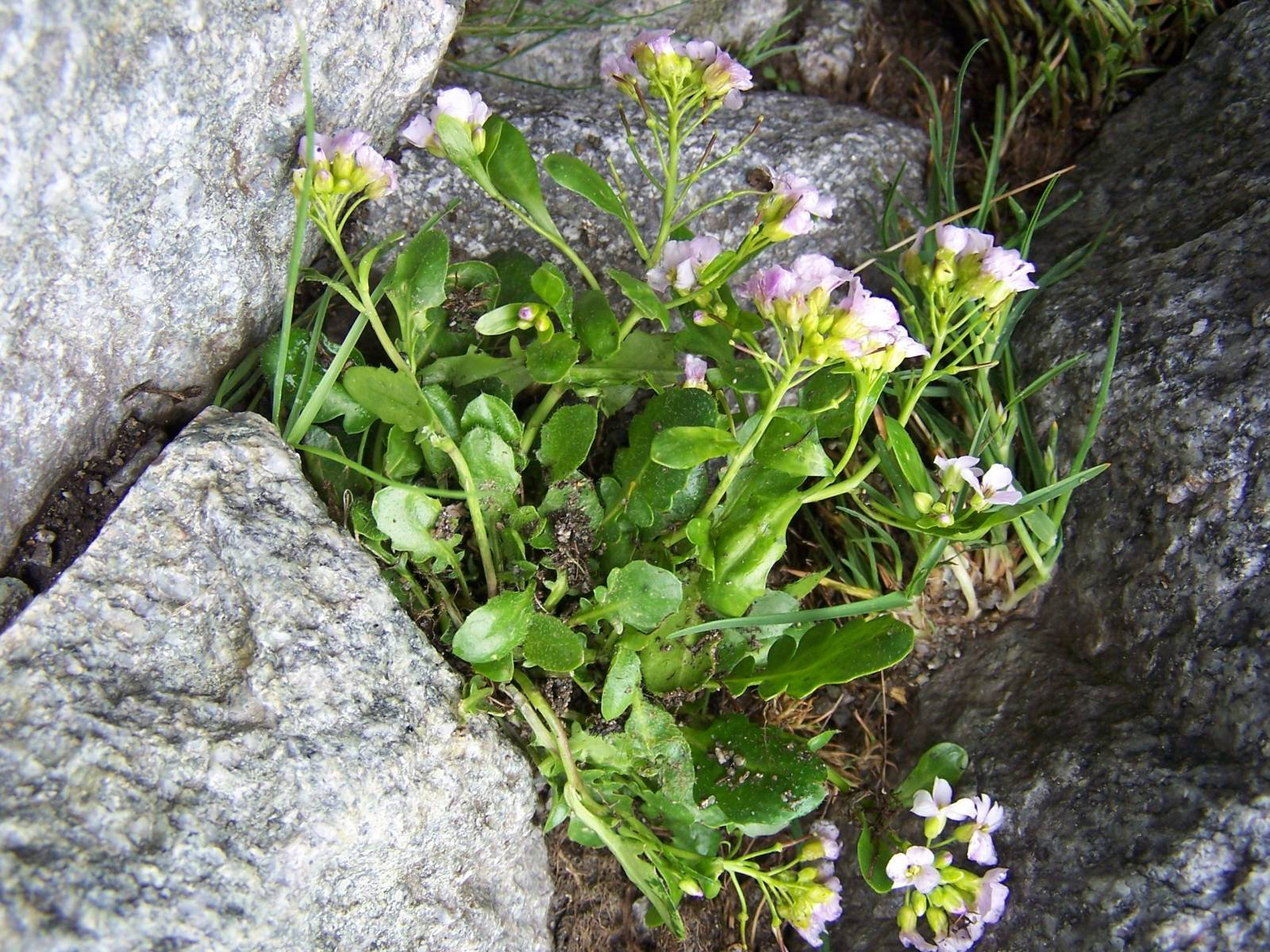
Arabidopsis neglecta

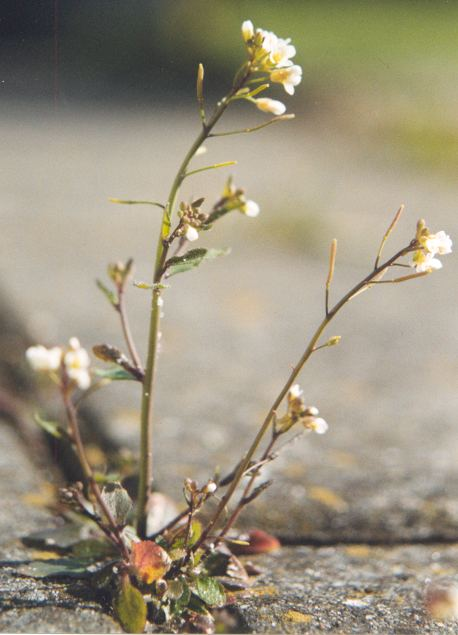
Habitus der Ackerschmalwand (Arabidopsis thaliana)

### Vegetative Merkmale
Die Schaumkressen sind ein-, zwei- bis mehrjährige, krautige Pflanzen. Sie bilden Ausläufer. Die Stängel sind meist kahl.
Die Form der ungestielten bis kurz gestielten Laubblätter kann stark variieren. So sind die grundständigen Rosettenblätter ganzrandig oder gelappt oder auch fiederspaltig bis gefiedert, die Stängelblätter dagegen zumeist ganzrandig oder leicht gezähnt.

### Generative Merkmale
Die Blüten stehen in traubigen Blütenständen zusammen. Die zwittrigen Blüten sind vierzählig. Die vier Kelchblätter sind länglich. Die vier Blütenkronblätter sind in der Form eines Kreuzes angeordnet. Die Farbe der Kronblätter ist meistens weiß, häufig auch rosafarben, selten sogar purpurfarben. Von den sechs Staubblättern befinden sich vier lange in der Mitte und zwei kürzere am Rand. Die zwei Fruchtblätter sind zu einem oberständigen Fruchtknoten verwachsen.
Die Schaumkressen gehören zu den schotenfrüchtigen Kreuzblütlern. Ihre Schotenfrüchte sind also dreimal so lang wie breit. Die Fruchtklappen sind papierähnlich. Jede Frucht enthält viele Samen. 

## Standorte
Arabidopsis-Arten gedeihen am besten auf kalkhaltigen, nährstoffarmen Böden, manche Arten auch an Felsen. Oft sind sie auch auf Bahngelände, auf Schuttplätzen oder auf Schotter zu finden. Sie bevorzugen teilweise relativ trockene und lichtreiche Standorte.

## Systematik und Verbreitung
Die Gattung Arabidopsis wurde 1842 durch Gustav Heynhold in Friedrich Holl & Gustav Heynhold: Flora von Sachsen, Band 1, S. 538 aufgestellt. Der botanische Gattungsname Arabidopsis setzt sich zusammen aus dem Gattungsnamen Arabis und griechisch ″–οψις″ „aussehend wie“.
Die Gattung Arabidopsis wurde am Anfang des 21. Jahrhunderts wissenschaftlich bearbeitet und neu umgrenzt. Im Zuge dieser Revision wurde die früher selbstständige Gattung Cardaminopsis in Arabidopsis einbezogen und zahlreiche bisher zu Arabidopsis gezählte Arten wurden in andere Gattungen verschoben. Synonyme für Arabidopsis Heynh. ex Holl & Heynh. sind: Cardaminopsis (C.A.Mey.) Hayek, Arabis sect. Cardaminopsis C.A.Mey., Stenophragma Čelak., Hylandra Á.Löve.
Die Gattung Arabidopsis ist im östlichen und nördlichen Asien, Europa und Nordamerika (Holarktis) weitverbreitet. Sie kommt sowohl in Europa als auch in Teilen Asiens bis in die montanen Höhenstufen vor. Zumindest die Felsen-Schaumkresse (Arabidopsis lyrata) kommt auch im westlichen Nordamerika vor.
Nach der aktuellen Umgrenzung umfasst die Gattung Arabidopsis die folgenden neun Arten und acht Unterarten:
- Sand-Schaumkresse (Arabidopsis arenosa (L.) Lawalrée):
  - Arabidopsis  arenosa subsp. arenosa: In Europa sind natürliche Fundorte im nordöstlichen Frankreich, im nördlichen Italien, in der Schweiz, in Deutschland, Österreich, Belarus, Bosnien und Herzegowina, Bulgarien, Kroatien, Tschechien, Ungarn, Polen, Lettland, Litauen, Estland, Finnland, Mazedonien, Rumänien, Slowenien, in der Slowakei, Ukraine und im ehemaligen Jugoslawien bekannt.[2] Ein Neophyt ist diese Unterart in Belgien, Dänemark, Niederlande, Norwegen, Russland, dem westlichen Sibirien und Schweden.
  - Arabidopsis  arenosa subsp. borbasii (Zapal.) O’Kane & Al-Shehbaz: Fundorte gibt es in Tschechien, im nordöstlichen Frankreich, Deutschland, Ungarn, Polen, Rumänien, der Slowakei, in der Schweiz und der Ukraine.[2]
- Arabidopsis cebennensis (DC.) O’Kane & Al-Shehbaz: Sie kommt nur im südöstlichen Frankreich vor.[2]
- Arabidopsis croatica (Schott) O’Kane & Al-Shehbaz: Sie kommt in Montenegro und Kroatien vor.[2]
- Hallersche Schaumkresse oder auch Kriech-Schaumkresse (Arabidopsis halleri (L.) O’Kane & Al-Shehbaz):
  - Arabidopsis  halleri (L.) O’Kane & Al-Shehbaz subsp. halleri: Es gibt Fundorte in Österreich, Kroatien, Tschechien, Deutschland, im nördlichen und zentralen Italien, Polen, Rumänien, Slowakei, Slowenien, Schweiz und der südlichen Ukraine.[2] Sie ist im nördlichen Frankreich verwildert, aber in Belgien ausgestorben.
  - Karawanken-Schaumkresse (Arabidopsis  halleri subsp. ovirensis (Wulfen) O’Kane & Al-Shehbaz): Sie ist in Albanien, Österreich, im nordöstlichen Italien, Rumänien, Slowakei, Slowenien, in der südwestlichen Ukraine und im ehemaligen Jugoslawien verbreitet.[2]
  - Arabidopsis  halleri subsp. gemmifera (Matsumura) O’Kane & Al-Shehbaz: Sie in Russlands Fernem Osten, im nordöstlichen China, Korea, Japan und Taiwan verbreitet.
- Arabidopsis lyrata (L.) O’Kane & Al-Shehbaz, mit den Unterarten:
  - Arabidopsis  lyrata (L.) O’Kane & Al-Shehbaz subsp. lyrata: Sie ist im nördlichen europäischen Teil von Russland, Alaska, Kanada (von Ontario westlich bis British Columbia) und im südöstlichen und zentralen Teil der USA (Vermont südlich bis ins nördliche Georgia und Mississippi nordwärts bis Missouri sowie Minnesota) weitverbreitet.
  - Felsen-Schaumkresse (Arabidopsis  lyrata subsp. petraea (L.) O’Kane & Al-Shehbaz, Syn.: Arabidopsis petraea (L.) V.I.Dorofeev; Cardaminopsis petraea (L.) Hiitonen, Cardamine petraea L.): Sie ist in Österreich, Tschechien, Deutschland, England, Ungarn, Island, Irland, im nördlichen Italien, Norwegen, Russland (nordwestliches Russland, Sibirien und sein Ferner Osten), Schottland, Schweden, Ukraine, im borealen Nordamerika (Alaska und Yukon) weitverbreitet. Sie ist in Polen ausgestorben.
  - Arabidopsis  lyrata subsp. kamchatica (Fischer ex DC.) O’Kane & Al-Shehbaz: Sie im borealen Alaska, Kanada (Yukon, Mackenzie District, British Columbia, nördliches Saskatchewan), auf den Aleuten, im östlichen Sibirien, in Russlands Fernem Osten, Korea, im nördlichen China, Taiwan und Japan weitverbreitet.
- Arabidopsis neglecta (Schultes) O’Kane & Al-Shehbaz: Sie gedeiht in den Karpaten (Polen, Rumänien, Slowakei und Ukraine).[2]
- Piemonteser Schaumkresse (Arabidopsis pedemontana (Boiss.) O’Kane & Al-Shehbaz): Sie kommt wohl nur noch im nordöstlichen Italien und in Frankreich[2] vor und ist in der südwestlichen Schweiz vielleicht ausgestorben.
- Schwedische Schmalwand (Arabidopsis suecica (Fries) Norrlin): Sie ist in Fennoskandinavien und in Estland und Russland verbreitet.[2]
- Ackerschmalwand (Arabidopsis thaliana (L.) Heynh., Syn.: Stenophragma thalianum (L.) Cel., Sisymbrium thalianum L.), auch Schotenkresse genannt: Sie ist in ganz Europa bis Zentralasien weitverbreitet und in der übrigen Welt wie etwa in Australien, Neuseeland, Nord- und Südamerika ein Neophyt.[3] Vom Frankfurter Botaniker Friedrich Laibach 1943 in Reinkultur gezüchtet, ist Arabidopsis thaliana seither die weltweit bestuntersuchte Modellpflanze für die physiologische und molekularbiologische Forschung.

## Nutzung
Geomikrobiologen der Eberhard Karls Universität Tübingen erforschen, wie die Hallersche Schaumkresse helfen kann, mit Cadmium versetzte Ackerböden von diesem Gift zu reinigen. Die Hallersche Schaumkresse kann ungewöhnlich viel Cadmium aufnehmen. Pflanzt man sie auf verseuchte Böden, reinigt die Hallersche Schaumkresse die Böden. Erntet und verbrennt man die Hallersche Schaumkresse dann, lässt sich aus der Asche Cadmium zurückgewinnen und für Batterien und Elektrogeräte wiederverwerten.